# Dídac Plana
Dídac Plana Oltra (Calella, 22 maggio 1990) è un giocatore di calcio a 5 spagnolo.

## Carriera
Portiere cresciuto nelle giovanili del Barcellona, si è laureato campione nazionale della categoria cadetti ed è giunto secondo al campionato delle selezioni territoriali nel 2007. Nella stagione 2008-09 è passato alla formazione di Division de Honor del Guadalajara, meritando la convocazione nella Nazionale Under-21 di calcio a 5 della Spagna giunta alle semifinali del campionato europeo di categoria. Il 2 aprile 2018 Plana ha debuttato in nazionale maggiore nell'amichevole vinta per 3-1 contro la Finlandia. Il 30 agosto 2021 è stato incluso nella lista definitiva dei convocati alla Coppa del Mondo 2021, conclusa dalla Spagna ai quarti di finale. Il 28 dicembre 2021 è stato incluso nella lista dei convocati per il Campionato europeo 2022.

## Palmarès

### Competizioni nazionali
- Campionato spagnolo: 4
Barcellona: 2018-19, 2020-21, 2021-22, 2022-23
- Coppa di Spagna: 5
Jaén 2017-18
Barcellona: 2018-19, 2019-20, 2021-22, 2023-24
- Coppa del Re: 2
Barcellona: 2018-19, 2022-23
- Supercoppa di Spagna: 3
Barcellona: 2019, 2021, 2022

### Competizioni internazionali
- UEFA Champions League: 2
Barcellona: 2019-20, 2021-22

### Individuale
- Futsal Awards: 1
Miglior portiere: 2022